# A kabalapasi
A kabalapasi (eredeti cím: Good Luck Chuck) 2007-ben bemutatott amerikai filmvígjáték, melyet Mark Helfrich rendezett. A főbb szerepekben Dane Cook és Jessica Alba látható.
Az Amerikai Egyesült Államokban és Kanadában 2007. szeptember 21-én mutatták be a mozikban. Magyarországi premierje november 15-én volt.

## Cselekmény
Charlie tízéves korában nem volt hajlandó megcsókolni egy különc lányt, aki ezért megátkozza őt. A bűbáj értelmében minden nő, aki lefekszik Charlie-val, az őutána megtalálja igaz szerelmét. Hősünk először kétkedve fogadja a dolgot, majd elkezdi élvezni a helyzetet. Fiatal nők tucatjai keresik fel, hogy egy együtt töltött éjszakát követően megismerjék álmaik lovagját. S egyáltalán nem kell velük törődnie a szexet követően.
Egy napon azonban Charlie-t is utoléri a szerelem, Cam, a bájos, ám kissé ügyetlen pingvinápolónő személyében. Chuck tudja, nem szabad, hogy az ágyig jusson vele, ha meg akarja tartani őt.

## Szereplők
| Színész           | Szerep                     | Magyar hang     |
| ----------------- | -------------------------- | --------------- |
| Dane Cook         | Dr. Charlie Logan          | Nagy Ervin      |
| Connor Price      | Charlie fiatalon           | Penke Bence     |
| Jessica Alba      | Cam Wexler                 | Zsigmond Tamara |
| Dan Fogler        | Dr. Stuart "Stu" Klaminsky | Görög László    |
| Troy Gentile      | Stu fiatalon               |                 |
| Ellia English     | Reba                       | Kocsis Mariann  |
| Michelle Harrison | Anisha Carpenter           |                 |
| Sasha Pieterse    | Anisha fiatalon            | Tamási Nikolett |
| Lonny Ross        | Joe Wexler                 | Bódy Gergely    |
| Chelan Simmons    | Carol                      | Dögei Éva       |

## A film készítése
A filmet 2006 júniusában kezdték forgatni a kanadai Vancouverben és Edmontonban. Pár jelenetet Los Angelesben.
A 15 pápaszemes pingvint (más néven: afrikai pingvin) a West Edmonton Mall-ból kérték kölcsön, a velük készült jeleneteket Edmontonban vették fel. A pápaszemes pingvin a pingvinek közül azért volt előnyös választás a filmezéshez, mert ez a faj akkor is jól érzi magát, ha nincs hideg környezetben.